# Anděl Fest
Anděl Fest je festival dobrovolnických a dobročinných aktivit, který od roku 2014 pořádá v Plzni společnost Plzeň 2015, o.p.s., ve spolupráci s místními partnery v rámci projektu Plzeň – Evropské hlavní město kultury 2015. Cílem festivalu je zviditelnit dobrovolnictví, podpořit místní organizace, které pořádají dobročinné aktivity a stojí o spolupráci s dobrovolníky, a pečovat o veřejný prostor města. Motto festivalu je „Město vytváříme společně“.

## Jednotlivé ročníky

### 17.–19. října 2014
První ročník nabídl téměř dvě desítky dobrovolnických aktivit, do kterých se mohla zapojit veřejnost. Jednalo se o úklid veřejných prostranství a úpravy veřejné zeleně, malování podchodů ve městě, natírání laviček a další. Součástí festivalu byla i řada doprovodných akci – Trh neziskových organizací, předávání dobrovolnických cen Křesadlo, dny otevřených dveří v neziskových organizacích či benefiční koncert.

### 18.–26. září 2015
Přichystáno 13 dobrovolnických aktivit, do kterých se může zapojit veřejnost a pomoci pečovat o veřejný prostor Plzně. Součástí je mezinárodní konference Dobrovolnictví v kultuře, Trh neziskových organizací, předávání dobrovolnických cen Křesadlo a řada doprovodných akcí.  